# Gerda Sierens
Gerda Sierens (Eeklo, 28 de juliol de 1961) va ser una ciclista belga que va combinar la carretera amb el ciclisme en pista. Va aconseguir una medalla de bronze al Campionat del Món en Ruta de 1982, per darrere de la britànica Mandy Jones i la italiana Maria Canins.

## Palmarès en carretera
- 1981
  -  Campiona de Bèlgica en ruta

## Palmarès en pista
- 1981
  -  Campiona de Bèlgica en Persecució